# David Yates

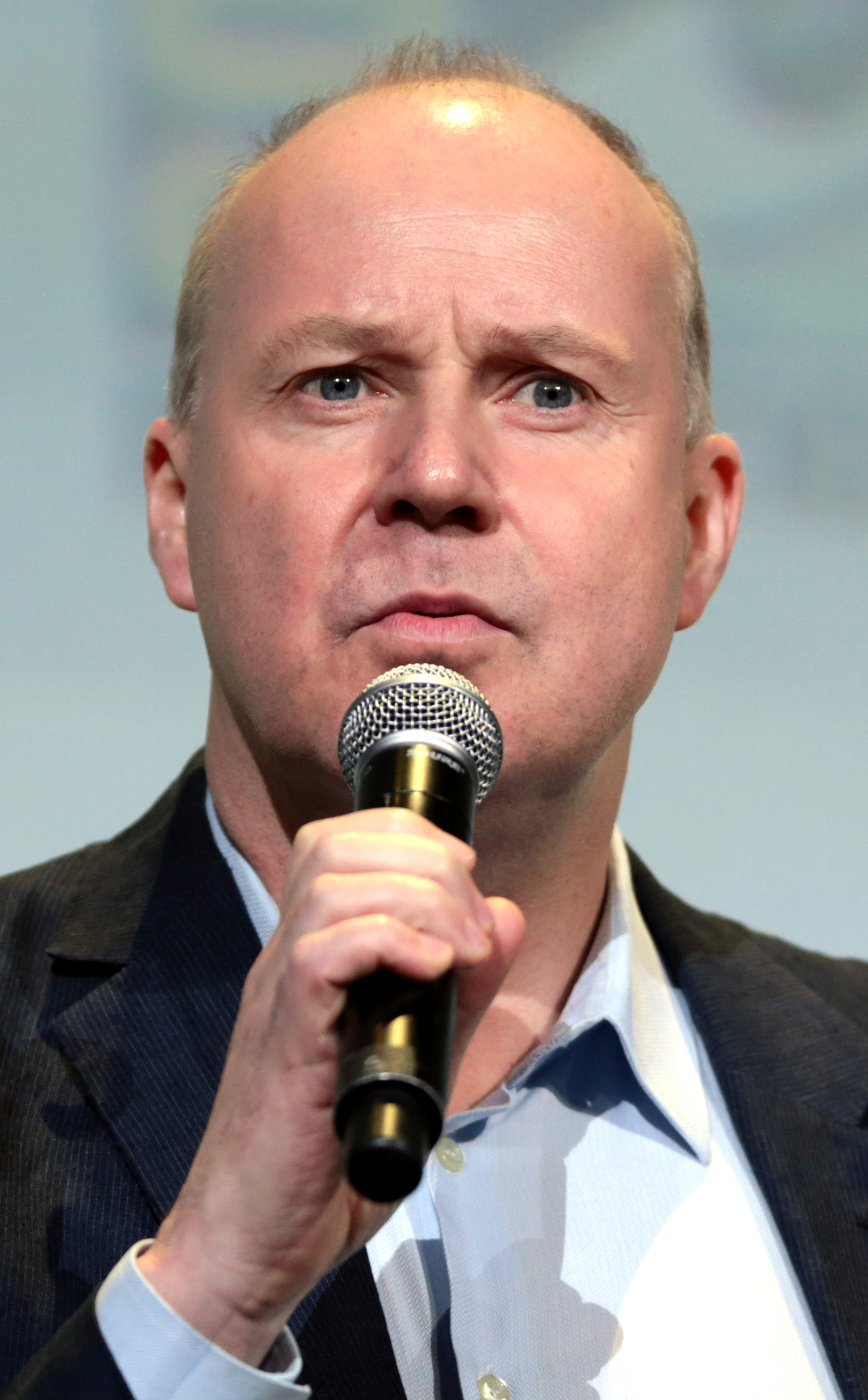
David Yates (2016)

David Yates (St. Helens (Merseyside), 1963) is een Britse filmregisseur en scenarioschrijver. Zijn films gaan onder andere over het typische leven in zijn geboortestreek, maar ook bijvoorbeeld over problemen met betrekking tot de integratie van immigranten.
Yates is wereldwijd vooral bekend door zijn regie van de vijfde en zesde Harry Potter-film. Yates werd eveneens gevraagd voor de regie van de laatste twee films, de verfilming van Harry Potter and the Deathly Hallows part I en part II. Het eerste deel hiervan verscheen op 17 november 2010 in de zalen, het tweede in juli 2011. Na het grote succes van de Harry Potter-films werd in november 2016 bekend dat Yates de volledige serie Fantastic Beasts and Where to Find Them mocht gaan regisseren. De serie zal bestaan uit 5 films waarvan de eerste uitkwam op 17 november 2016. De serie speelt zich af in de wereld van Harry Potter, enkele decennia voordat de normale Harry Potter-serie begon.

## Filmografie
- 1994: The Bill (televisieserie, 5 afl.)
- 1998: The Tichborne Claimant
- 2000: The Sins (miniserie, 3 afl.)
- 2001: The Way We Live Now (miniserie, 4 afl.)
- 2003: State of Play (miniserie, 6 afl.)
- 2003: The Young Visiters (televisiefilm)
- 2004: Sex Traffic (televisiefilm)
- 2005: The Girl in the Café (televisiefilm)
- 2007: Harry Potter and the Order of the Phoenix
- 2009: Harry Potter and the Half-Blood Prince
- 2010: Harry Potter and the Deathly Hallows part I
- 2011: Harry Potter and the Deathly Hallows part II
- 2014: Tyrant (televisieserie, pilot)
- 2016: The Legend of Tarzan
- 2016: Fantastic Beasts and Where to Find Them
- 2018: Fantastic Beasts: The Crimes of Grindelwald
- 2022: Fantastic Beasts: The Secrets of Dumbledore